# Telefonista

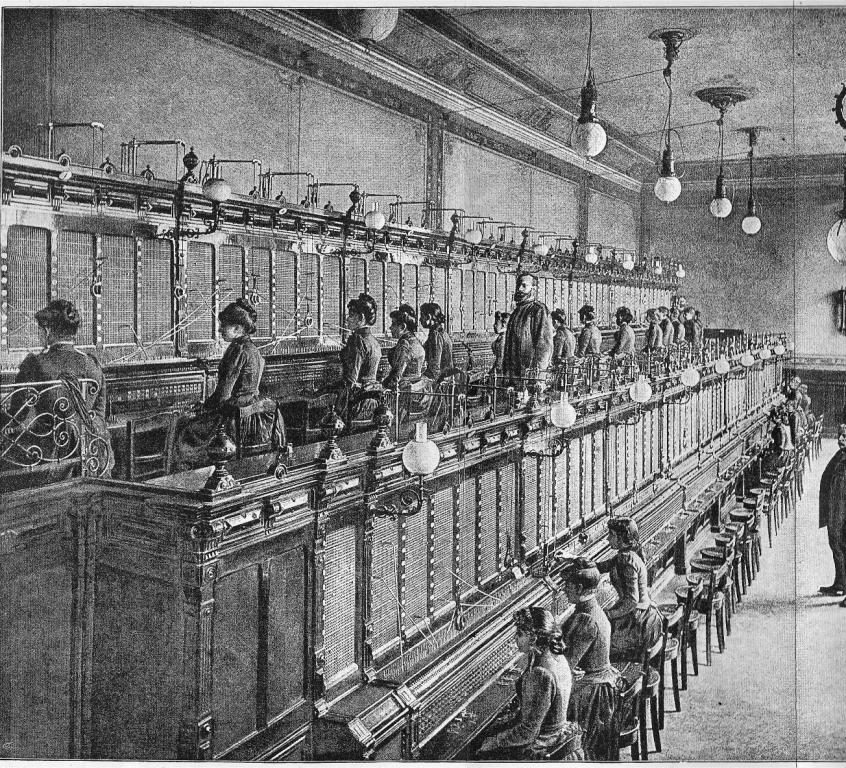
Telefonistes, 1892

S'anomena telefonista o operadora a la persona encarregada de gestionar les trucades telefòniques en una companyia o centre de treball i més concretament, fer funcionar una centraleta telefònica.
Entre les seves tasques hi ha rebre les trucades entrants, tant de l'exterior com de l'interior, i donar pas al seu destinatari mitjançant la inserció de les clavilles o prement les tecles si es tracta de centraletes electròniques. La telefonista pot prendre, anotar i transmetre missatges, comunicar la disponibilitat o no de l'interlocutor i oferir una altra informació relacionada.
El seu treball pot compaginar-se amb altres tasques de caràcter administratiu com arxivar documentació, enviar correu o passar informes a màquina.
En els primers temps del telèfon, les comunicacions es feien mitjançant les centraletes manuals. Per tal de reduir l'ús de les línies, les centraletes gestionaven a un cert nombre d'abonats que compartien el cable telefònic.
A cada centre hi treballaven una o diverses operadores que rebien les sol·licituds dels seus clients i feien les connexions adients. Quan un abonat volia fer una trucada, es dirigia a la seva operadora que es posava en contacte amb la telefonista de la centraleta del segon abonat per transmetre la trucada.
Els primers telefonistes van ser nens que ja havien treballat en els serveis de telegrafia de la companyia d'Alexander Graham Bell. No obstant això, el 1878 la companyia de l'inventor del telèfon va decidir contractar la primera dona per fer aquesta feina.
Finalment, gràcies a la seva contrastada dolçor
 van ser les dones les que van aconseguir conquerir totalment el lloc de treball. Les centraletes van arribar a l'estat espanyol a l'any 1881, i ben aviat van ser operades també per senyoretes que treballaven a la centraleta.
Entre els trets que caracteritzaven a les telefonistes es trobava la seva diligència i rapidesa a l'hora de fer anar els cables, així com la seva discreció, ja que podien assabentar-se de tot el que es deia a les converses.
Amb l'automatització de les centraletes, l'ofici de telefonista, tal com es coneixia anteriorment, ha desaparegut. Actualment ha deixat d'existir com una dedicació exclusiva, sent normal que l'activitat es compagini amb les tasques de recepcionista, administrativa, o secretària.
No obstant això, també hi ha telefonistes la funció de les quals no és la de transmetre trucades de forma mecànica, sinó anotar sol·licituds i encàrrecs i direccionar les trucades segons el seu contingut. Són imprescindibles en alguns serveis com els d'atenció al consumidor, servei postvenda, atenció a la carretera, radiotaxi, lliuraments a domicili, etc.